# Église Saint-Maurice-et-Saint-Louis de Vebret
L'église Saint-Maurice-et-Saint-Louis est une église catholique de style roman auvergnat située à Vebret, commune de la communauté de communes Sumène Artense, dans le département français du Cantal en région Auvergne-Rhône-Alpes.

## Localisation
L'église est située dans le département français du Cantal, sur la commune de Vebret.

## Historique
L'édifice, classé au titre des monuments historiques en 1930, est considéré comme un des trésors du patrimoine roman cantalien. Il est cité dans une charte de Clovis retranscrite au XIIe siècle. Commencé au XIIe siècle, le bâtiment fut souvent remanié, notamment au XVe siècle par l'adjonction de deux chapelles latérales. Celle de droite est réservée aux châtelains de Couzan : les armoiries des familles de Fontanges et de Vaublanc ornent le vitrail. La façade ouest est en pierres de taille de tuf volcanique. Des restaurations commencées en 1997 ont permis de mettre au jour un décor peint, dont les plus anciens éléments datent de l'époque romane.
Deux éléments caractéristiques sont à relever :
- le clocher à peigne en forme de pyramide tronquée, percé de trois ouïes abritant les cloches.
- le Christ monumental, de la fin du XIIe ou du début du XIIIe siècle ; la statue de deux mètres de hauteur sur deux mètres d'envergure, du type « Christ triomphant », est d'une rigidité imposante. La statue, en bois polychrome, est placée en évidence dans la nef centrale. Elle a fait l'objet d'une exposition très remarquée à Paris en 1992.

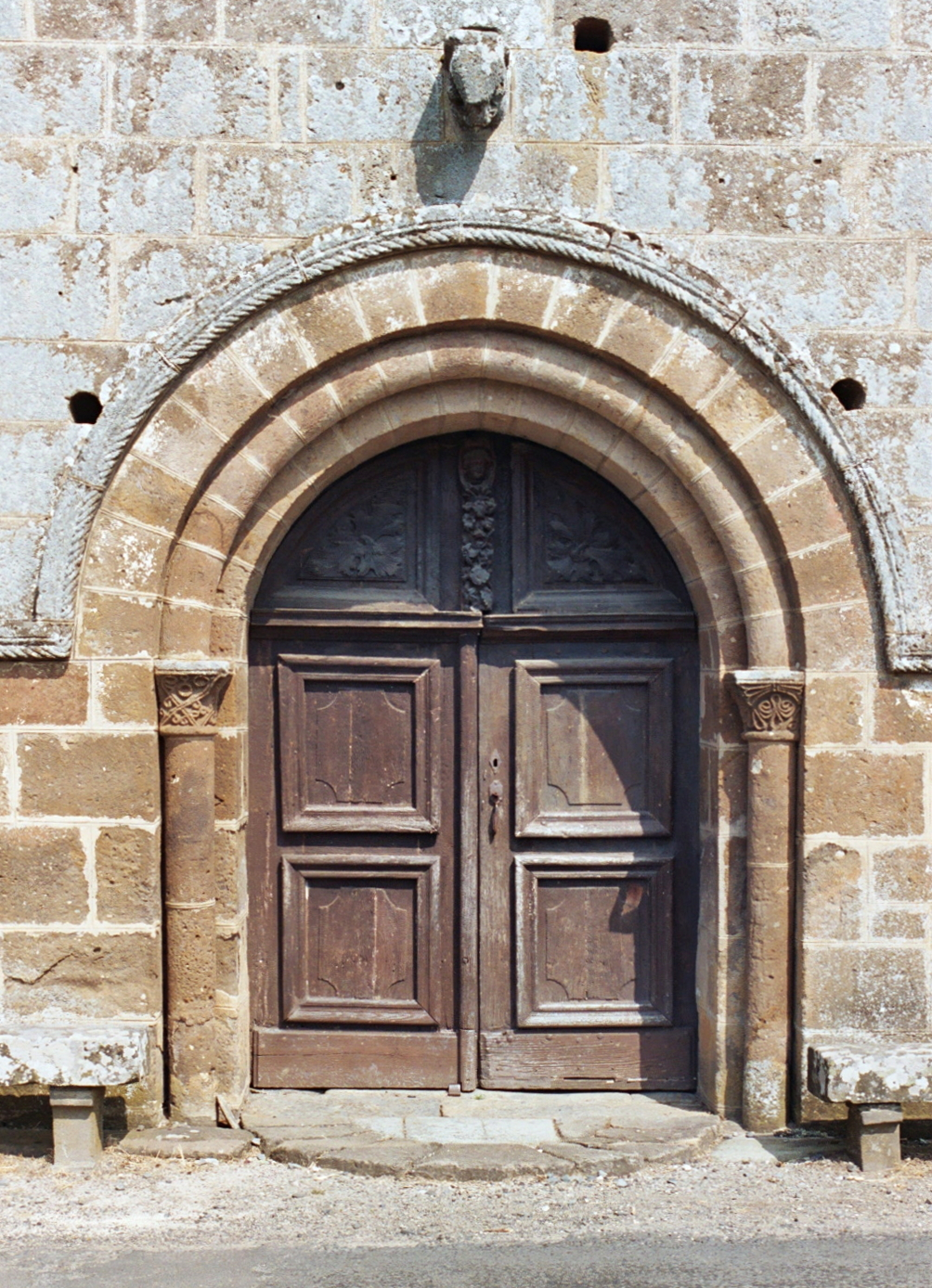
Le portail.
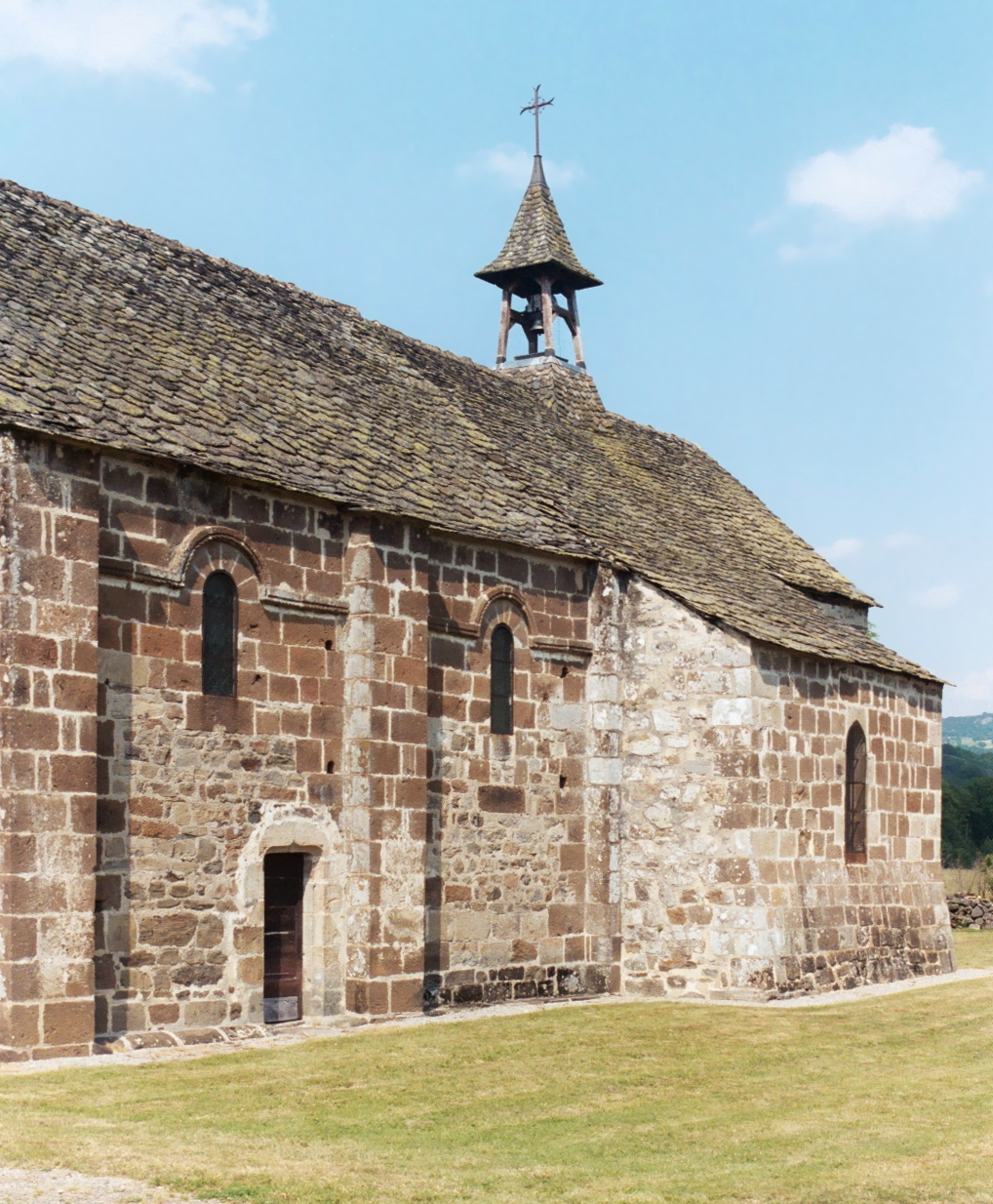
la façade méridionale et le clocheton.
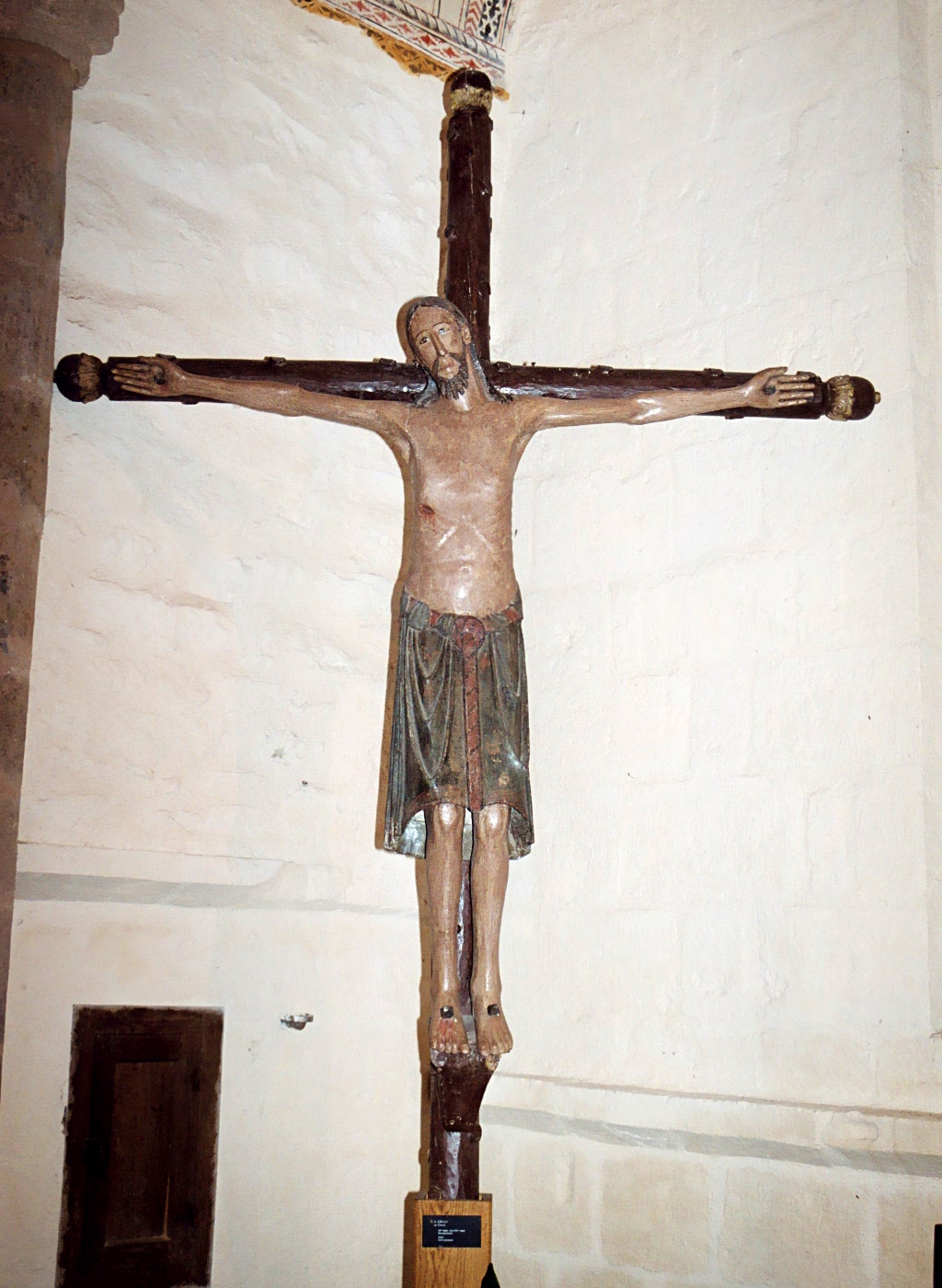
Le Christ de Vebret.